# رولز-رویس ام‌تی۳۰
رولز-رویس ام‌تی۳۰ (به انگلیسی: Rolls-Royce MT30) یک توربین گازی دریایی ساخت کارخانهٔ رولز-رویس هولدینگز در کشور بریتانیا است . 